# Vlasina
Vlasina (cyr. Власина) – rzeka w południowej Serbii. Jej długość wynosi 70 km. Jest dopływem Morawy Południowej.

## Charakterystyka
Wypływa ze zbiornika wodnego Vlasinsko jezero na terenie wsi Vlasina Rid. Następnie przepływa przez Crną Travę i Vlasotince. Do Morawy Południowej uchodzi we wsi Donje Krajince, na wschód od Leskovaca. Jej długość wynosi 70 km, a powierzchnia zlewni 991 km².
W latach 1946–1954 na rzece wzniesiono zaporę, co spowodowało skrócenie jej biegu i powstanie sztucznego jeziora o nazwie Vlasinsko jezero.